# سليثر (فلم)
سليثر أو زلق (بالإنجليزية: Slither) فيلم رعب، فنتازيا وكوميديا أنتج في الولايات المتحدة في سنة 2006، من بطولة ناثان فيليون وإليزابيث بانكس وتانيا سولنييه ومايكل روكر.

## القصة
دود غريب الشكل ينتشر في بلدة و يدخل اجسام الناس عن طريق الفم و بعدها يموت الشخص و يعود إلى الحياة على شكل زومبي يتحكم به مخلوق غريب و مقرف الشكل فيحاول الشرطة و بعض المواطنين الناجين انهاء هذا الكابوس عبر قتل المخلوق الذي يتحكم بالضحايا.

## الميزانية و الايرادت
كلف الفيلم ميزانية 15 مليون دولار امريكي و حقق ارباح تقدر بـ 12.8 مليون دولار امريكي.

## روابط خارجية
- سليثر على موقع IMDb (الإنجليزية)
- سليثر على موقع ميتاكريتيك (الإنجليزية)
- سليثر على موقع روتن توميتوز (الإنجليزية)
- سليثر على موقع نتفليكس (الإنجليزية)
- سليثر على موقع قاعدة بيانات الأفلام العربية
- سليثر على موقع ألو سيني (الفرنسية)
- سليثر على موقع Turner Classic Movies (الإنجليزية)
- سليثر على موقع أول موفي (الإنجليزية)
- سليثر على موقع بوكس أوفيس موجو (الإنجليزية)
- سليثر على موقع فيلمافينيتي (الإسبانية)